# ماهیچه طولی بالایی زبان
ماهیچه طولی بالایی زبان (انگلیسی: Superior longitudinal muscle of tongue) کار تغییر شکل دادن زبان هنگام جویدن و بلعیدن را بر عهده دارد.
خاستگاه آن بافت زیر مخاطی و تیغه (septum) زبان، پیوندگاهش حاشیه زبان و عصب‌گیری آن از عصب زیرزبانی است.